# Тревога в горах
«Тревога в горах» (рум. Alarmă in munti) — румынский художественный фильм, снятый в 1955 году режиссёром Дину Негряну.
Премьера фильма состоялась 22 декабря 1955 года.

## Сюжет
Фильм рассказывает о жизни пограничников. Враги народной власти в потайном месте спрятали важные секретные документы завода, за которыми зарубежный разведцентр отправляет группу Ставреску.
В румынских горах десантирована шпионская диверсионная группа. Но вскоре пограничники обнаруживают и начинают преследовать группу Ставреску. Однако шпиону удаётся отыскать и забрать из тайника документы. Он уходит в скалы, препятствуя погоне пограничников устроив лесной пожар. Окружённый Ставреску, пытается скрыться от пограничников с помощью своей бывшей любовницы. Тем не менее, шпиону не избежать расплаты.

## В главных ролях
- Мирча Албулеску
- Ион Анхель
- Тудорел Попа — Диница
- Ливиу Чулей
- Дана Комнеа
- Юрие Дарие — Григоре
- Фори Эттерле — любовница Ставреску
- Ион Лучиан — Павел
- Эманоил Петруц — Михай Дурау
- Аурелия Сореску — Кодита
- Амза Пелля
- Ромулус Бербулеску — шпион

По информации Национального центра кинематографии Румынии за период с премьеры в 1955 году до 31 декабря 2014 года фильм посмотрели в румынских кинотеатрах 4 022 943 зрителя.